# McCormick Place
McCormick Place is een Amerikaans conferentiecentrum en evenementenhal in Chicago. Het wordt beheerd door de Metropolitan Pier and Exposition Authority (MPEA). McCormick Place is het grootste congrescentrum van Noord-Amerika, met verdeeld over de West, North en South Building en het Lakeside Center een oppervlakte van 248.000 vierkante meter aan tentoonstellingsruimte, 61 vergaderzalen, 23.000 m³ vergaderruimte, het Arie Crown-theater met 4.249 plaatsen en een balzaal van 9.300 m², wat met circulatieruimte erbij een totaal van meer dan 700.000 m² oplevert. Het conferentiecentrum ontving in 2015 2,4 miljoen bezoekers.
Het is de locatie van onder meer de jaarlijkse Chicago Auto Show, de International Home + Housewares Show en de jaarlijkse vergadering van de National Restaurant Association.
Het conferentiecentrum bevindt zich vier kilometer ten zuiden van Downtown Chicago, aan de oevers van het Michiganmeer. Na de opening in november 1960 werd het uitgebreid met bijkomende gebouwen in 1986, 1997 en 2007.

## Gevaar voor vogels
Het gebouw was berucht als 'bird killer'. Het vele glas en de verlichting 's nachts trokken vogels aan die tegen de ruiten vlogen. Op 5 oktober 2023 werden ca. 1000 dode vogels gevonden die in één nacht tegen het gebouw te pletter waren gevlogen. Dat leidde tot een storm van protest en ook de directie van het conferentiecentrum meende "dat dit nooit meer mocht gebeuren". Verschillende methodes werden geprobeerd om het probleem aan te pakken, zoals het plakken van silhouetten van roofvogels op het glas. Dat werkte niet. Uiteindelijk bleek het aanbrengen van een raster van ondoorzichtige witte stippen op korte afstand van elkaar (ca. 5 cm) effectief. De operatie kostte 1,2 miljoen dollar en werd een enorm succes: het aantal dode vogels nam af met 95%.

## Fotogalerij

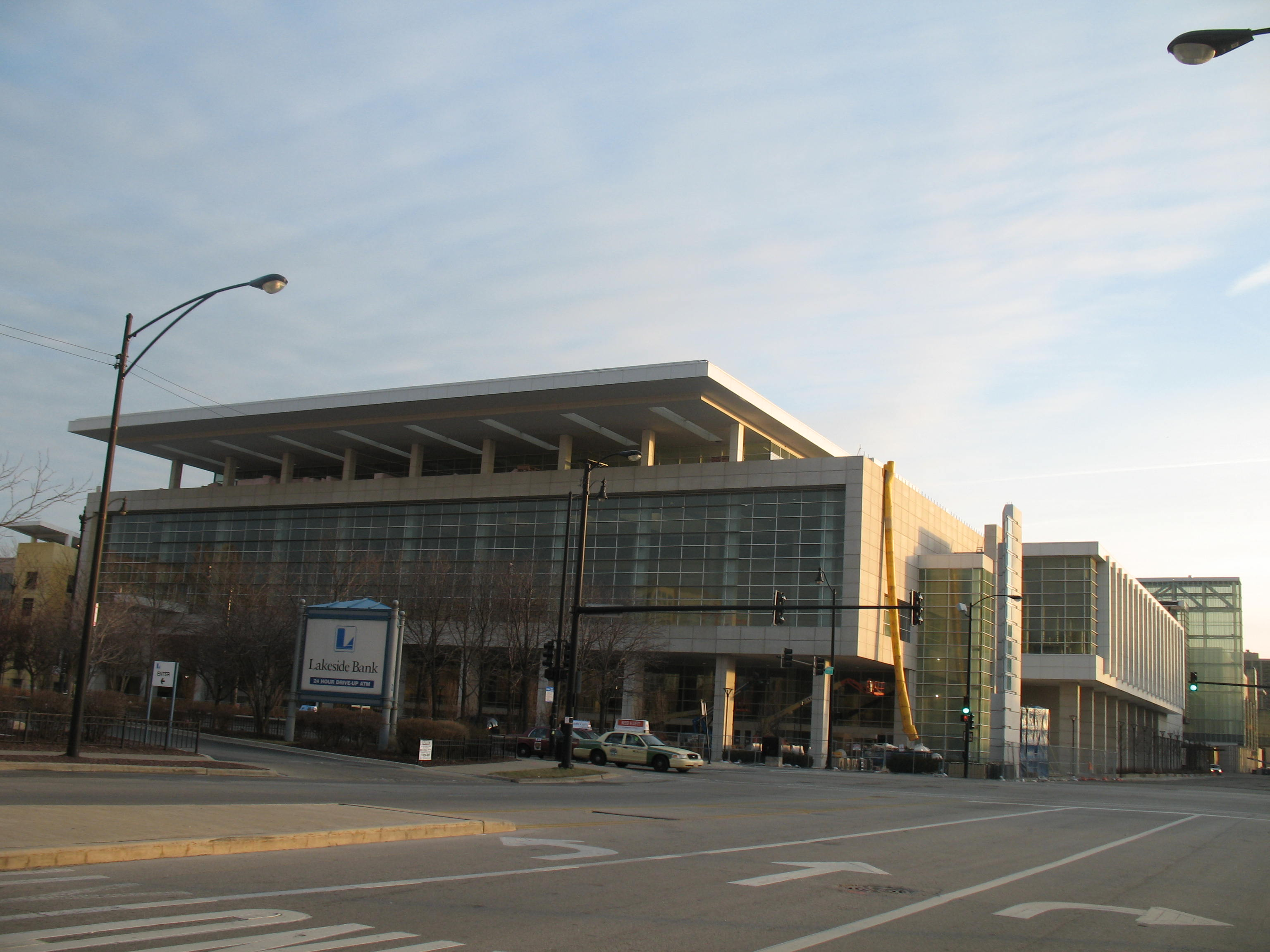
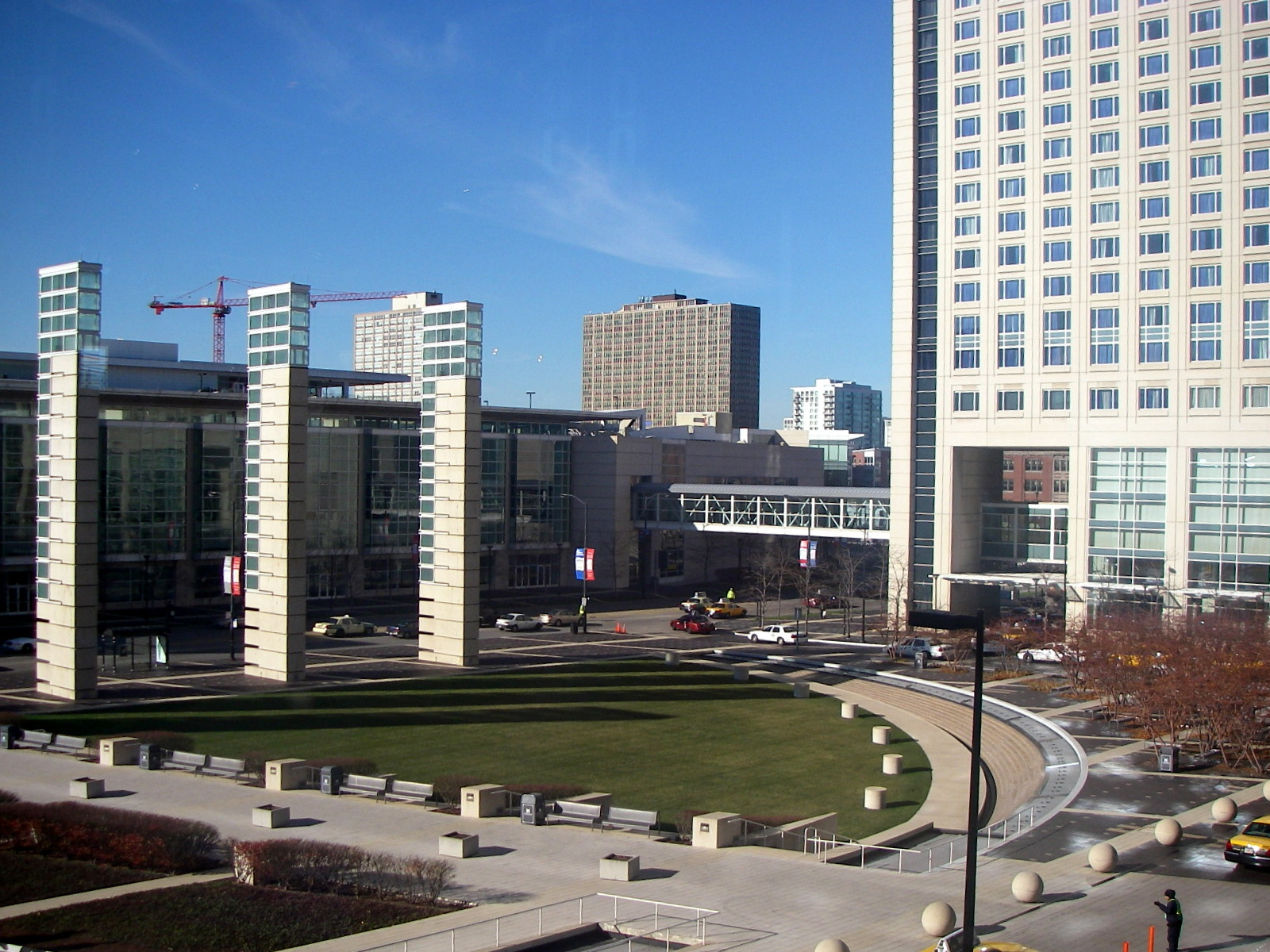
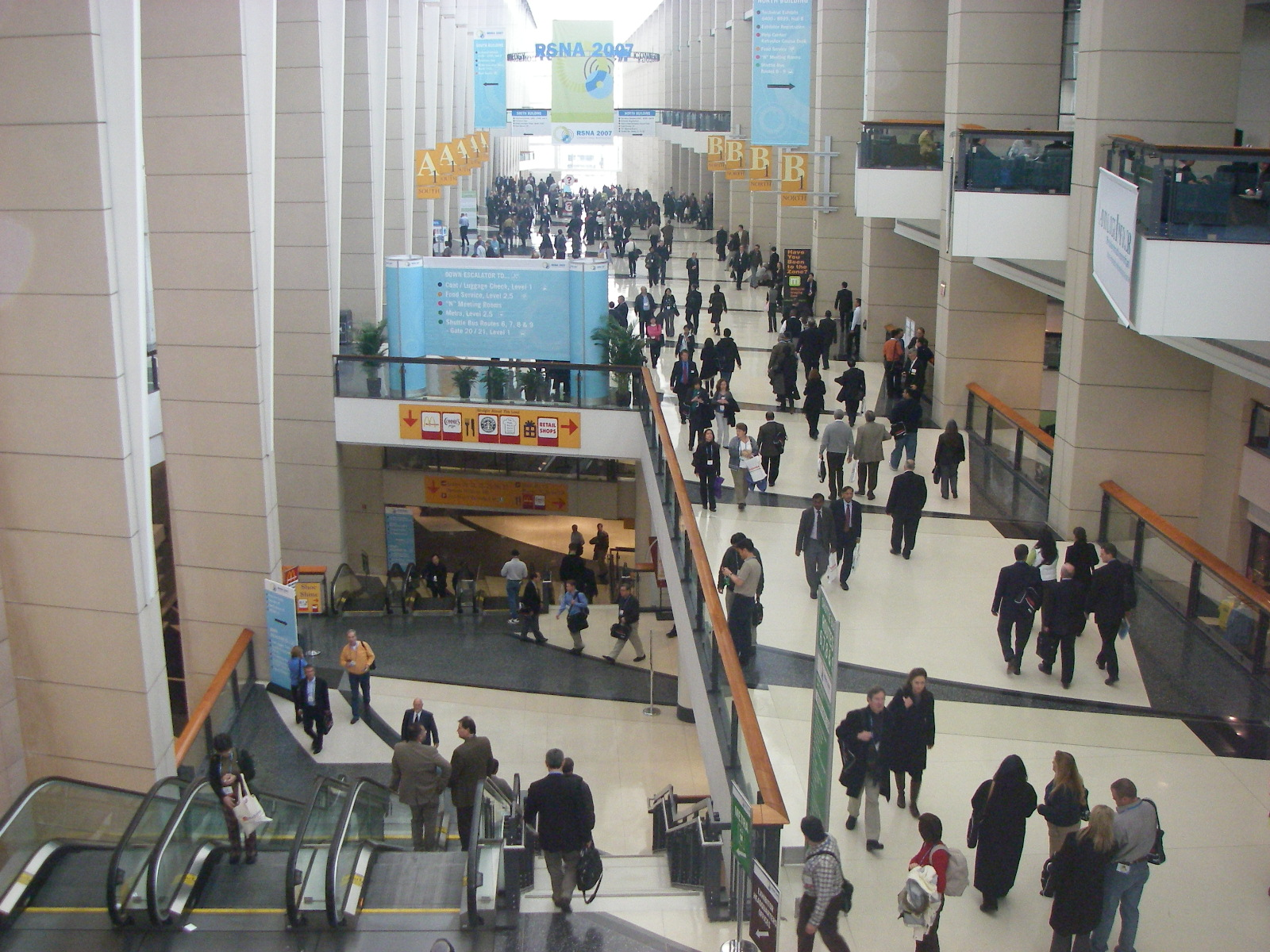